# 阿拉亞半島

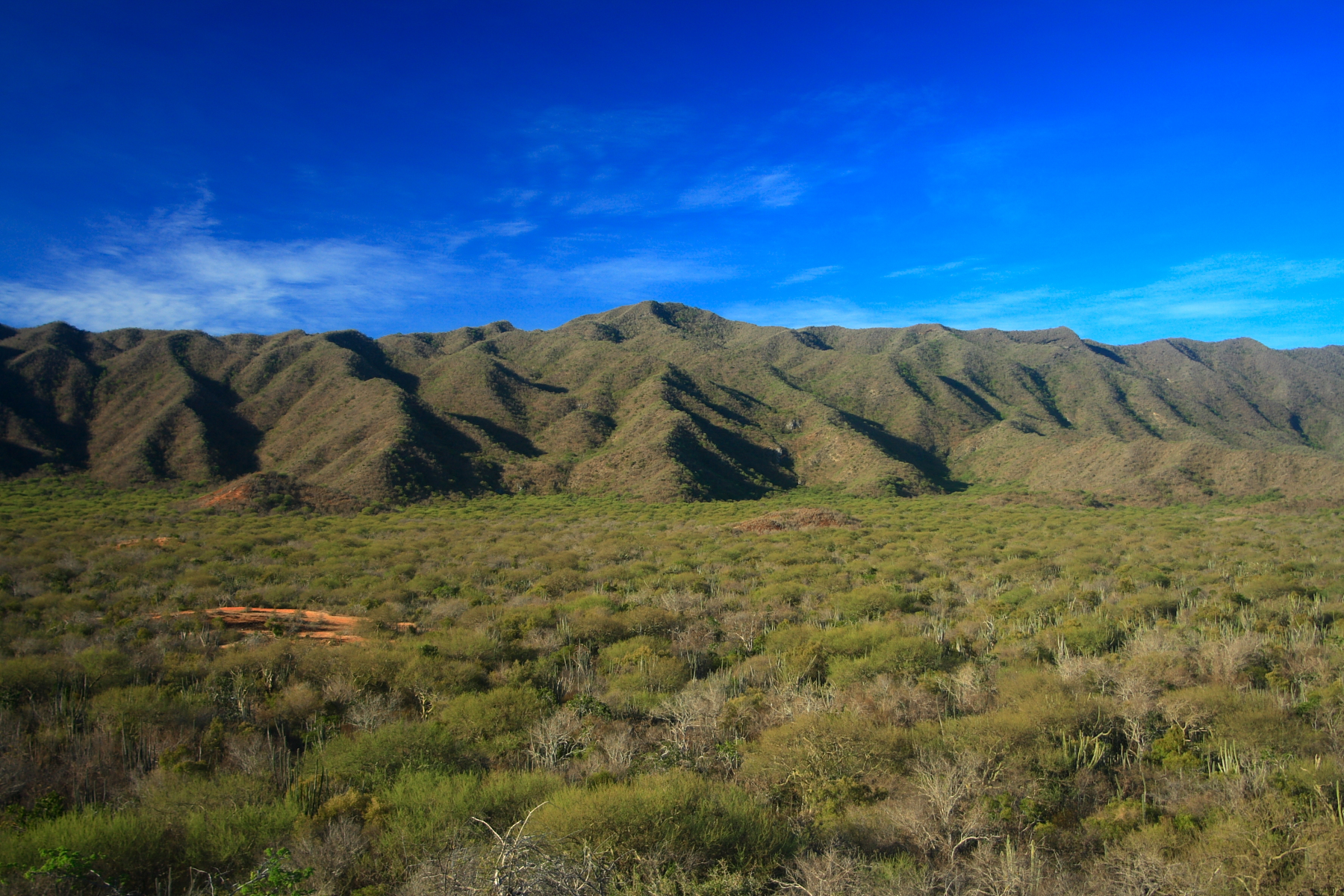

阿拉亞半島（西班牙語：Península de Araya），是委內瑞拉的半島，位於該國北部蘇克雷州，阿拉亞處於西端，氣候乾燥，長約50公里、寬5至7公里，北面與加勒比海相接。